# Roodsnavelmuisspecht
De roodsnavelmuisspecht (Hylexetastes perrotii) is een zangvogel uit de familie Furnariidae (ovenvogels). De vogel werd in 1844 door de Franse natuuronderzoeker Frédéric de Lafresnaye geldig beschreven. De wetenschappelijke naam is een eerbetoon aan de Jean Perrot, de Franse preparateur van het Muséum national d'histoire naturelle.

## Kenmerken
De vogel is 25-30 cm lang. Het vrouwtje weegt 112 tot 145 gram en het mannetje 87 tot 121 gram. Het is een forse vogel met een grote kop en een stevige snavel en dito poten en een korte staart die er vaak versleten uitziet. De vogel is overwegend bruin en alleen op de keel en achter het oog heeft deze soort lichte vlekjes.

## Verspreiding en leefgebied
Deze soort komt voor van het zuidoosten van Venezuela tot de Guyana's en Brazilië ten noorden van de Amazonerivier.

## Status
De grootte van de populatie is niet gekwantificeerd maar de soort wordt omschreven als schaars tot zeldzaam. Op de Rode lijst van de IUCN heeft deze soort de status niet bedreigd.